# AIMI SOUND
『AIMI SOUND』（アイミサウンド）は、愛美の2作目のフルアルバムである。2022年7月13日にKING AMUSEMENT CREATIVEから発売された。

## 概要
前作『Love』から約9年ぶりのリリースとなり、2作目となるフルアルバム作品。
KING AMUSEMENT CREATIVEへの移籍後初のアルバム作品となるが、シングル同様ポニーキャニオン時代の作品はカウントしないこととしたため、本作が改めて1stアルバムという扱いとなる。
本作には、再デビュー以降にリリースされたCDシングル『ReSTARTING!!』『カザニア』と配信限定でリリースされた「LIGHTS」「ドレス」に加え、上松範康（Elements Garden）、オーイシマサヨシ、すぅ（SILENT SIREN）、nano.RIPEなどからの楽曲提供曲の他、CD盤限定のボーナス・トラックとして初めて自身が作詞作曲を手掛けた楽曲「※おこめぞん」が収録される。
収録曲のうち、上松からの提供曲である「不完全ドリーマー」が5月2日にアルバムから先行配信された。

## 収録内容
| #         | タイトル                            | 作詞         | 作曲          | 編曲            | 時間  |
| --------- | ----------------------------------- | ------------ | ------------- | --------------- | ----- |
| 1.        | 「スターリア」                      | きみコ       | 佐々木淳      | 佐々木淳        | 5:03  |
| 2.        | 「≒」                               | すぅ         | クボナオキ    | クボナオキ      | 3:54  |
| 3.        | 「かかった魔法はアマノジャク」      | 大石昌良     | 大石昌良      | 大石昌良        | 3:32  |
| 4.        | 「瞬間SummerDay!」(AIMI SOUND Ver.) | 愛美         | 南田健吾      | 南田健吾        | 4:06  |
| 5.        | 「フリクホリカ」                    | 愛美         | uno blaqlo    | uno blaqlo      | 3:51  |
| 6.        | 「MAYDAY」                          | 愛美         | 佐藤樹、Kon-K | Kon-K           | 4:01  |
| 7.        | 「ReSTARTING!!」                    | 愛美         | 山崎佳祐      | 山崎佳祐        | 4:38  |
| 8.        | 「カザニア」                        | タルタノリキ | タルタノリキ  | タルタノリキ    | 3:39  |
| 9.        | 「LIGHTS」                          | 愛美         | 佐藤樹、Kon-K | Kon-K、岸田勇気 | 4:06  |
| 10.       | 「ドレス」                          | DECO*27      | DECO*27       | Rockwell        | 2:41  |
| 11.       | 「不完全ドリーマー」                | 愛美         | 上松範康      | 都丸椋太        | 4:47  |
| 12.       | 「愛世界」                          | 愛美         | KITA.         | KITA.、石本大介 | 3:59  |
| 13.       | 「おこめぞん」(ボーナス・トラック)  | 愛美         | 愛美          | 島崎貴光        |       |
| 合計時間: | 合計時間:                           | 合計時間:    | 合計時間:     | 合計時間:       | 48:17 |

| #  | タイトル                                 | 作詞 | 作曲・編曲 |
| -- | ---------------------------------------- | ---- | ---------- |
| 1. | 「ReSTARTING!!」                         |      |            |
| 2. | 「カザニア」                             |      |            |
| 3. | 「LIGHTS」                               |      |            |
| 4. | 「不完全ドリーマー」                     |      |            |
| 5. | 「「AIMI SOUND」 写真撮影3DAYS密着映像」 |      |            |

| #  | タイトル                                                | 作詞 | 作曲・編曲 |
| -- | ------------------------------------------------------- | ---- | ---------- |
| 1. | 「ReSTARTING!!」                                        |      |            |
| 2. | 「カザニア」                                            |      |            |
| 3. | 「LIGHTS」                                              |      |            |
| 4. | 「不完全ドリーマー」                                    |      |            |
| 5. | 「「AIMI SOUND」 ヒット祈願！愛美のアーチェリー体験！」 |      |            |

## 演奏
- 石井悠也：Drums (#1.12)
- 北村雄太：Bass (#1)
- 山岸賢介：Keyboards (#1)
- 佐々木淳：Guitar & Programming (#1)
- 渡邊悠：Drums (#2)
- 白神真志朗：Bass (#2)
- 西村奈央：Keyboards (#2)
- クボナオキ (M-AG)：Guitar, Programming & All Other Instruments (#2)
- 坂本暁良：Drums (#3.7)
- さと：Bass (#3)
- 岸田勇気：Keyboards (#3)
- 湯本淳希：Trumpet (#3)
- 川島稔弘：Trombone (#3)
- ヒロムーチョ：Saxophone (#3)
- 大石昌良：Guitar & Programming (#3)
- テディ：Drums (#4)
- 南田健吾：Programming & All Other Instruments (#4)
- uno blaqlo：Programming & All Instruments (#5)
- Kon-K：Programming & All Instruments (#6.9)
- 大山徹也：Bass (#7)
- 永野雄一郎：Guitar (#7)
- 山﨑佳祐：Programming & All Other Instruments (#7)
- 中島優紀：1st Violin (#7)
- 高橋和葉：2nd Violin (#7)
- 島岡智子：Viola (#7)
- 関口将史：Cello (#7)
- 田辺貴広：Drums (#8)
- 宮田“レフティ”リョウ (イトヲカシ)：Bass (#8)
- 香取真人：Guitar (#8)
- タルタノリキ：Programming & All Other Instruments (#8)
- 髭白健：Drums (#9)
- 吉田宇宙 (吉田翔平)：1st Violin (#9)
- 小寺里奈：2nd Violin (#9)
- 大辻ひろの：Viola (#9)
- 林田順平：Cello (#9)
- Kei Nakamura ：Bass (#10)
- Rockwell：Programming & All Other Instruments (#10)
- 川渕龍成：Guitar (#11)
- 高尾奏之介：Piano (#11)
- 二家本亮介：Bass (#11)
- 祐木レオン：Drums (#11)
- 酒井太：Bass (#12)
- 石本大介：Guitar & Programming (#12)
- 島崎貴光：Keyboards & Programming (#13)

## タイアップ
ReSTARTING!!
テレビ朝日系『musicるTV』4月度エンディングテーマ
カザニア
テレビアニメ『現実主義勇者の王国再建記』エンディングテーマ
LIGHTS
テレビアニメ『現実主義勇者の王国再建記』第二部エンディングテーマ